# Gerardo Castillo
Gerardo Omar Castillo Zamorano (ur. 19 listopada 1986 w mieście Meksyk) – meksykański piłkarz występujący na pozycji środkowego obrońcy, trener piłkarski, od 2025 roku prowadzi Zitácuaro.

## Kariera klubowa
Castillo jest wychowankiem drużyny Atlante FC, z siedzibą najpierw w swoim ojczystym mieście Meksyk, a następnie w Cancún. Profesjonalną karierę klubową rozpoczynał w drugoligowych rezerwach Atlante – Real de Colima. Tam trenował go szkoleniowiec José Guadalupe Cruz, który po objęciu sterów pierwszego zespołu włączył do niego Castillo. W meksykańskiej Primera División młody defensor zadebiutował 29 września 2007 w wygranym 2:0 spotkaniu z Tolucą. W tym samym sezonie, Apertura 2007, wywalczył z Atlante tytuł mistrza Meksyku – wystąpił od pierwszej minuty w obydwóch spotkaniach finałowych z Pumas UNAM. Dwa lata później został triumfatorem w Ligi Mistrzów CONCACAF. Potem coraz rzadziej pojawiał się na pierwszoligowych boiskach i grał przeważnie w filii Atlante, Mérida FC w rozgrywkach Liga de Ascenso.
| Sezon     | Klub           | Kraj   | Rozgrywki        | Mecze | Bramki |
| --------- | -------------- | ------ | ---------------- | ----- | ------ |
| 2006/2007 | Real de Colima | Meksyk | Liga de Ascenso  | 27    | 0      |
| 2007/2008 | Atlante FC     | Meksyk | Primera División | 20    | 0      |
| 2008/2009 | Atlante FC     | Meksyk | Primera División | 7     | 0      |
| 2009/2010 | Atlante FC     | Meksyk | Primera División | 11    | 0      |
| 2010/2011 | Atlante FC     | Meksyk | Primera División | 12    | 0      |
| 2011/2012 | Atlante FC     | Meksyk | Primera División |       |        |